# Sami Vänskä
Sami Vänskä (26 de septiembre de 1976) es un músico proveniente de Finlandia, quien fue el primer bajista oficial de la banda Finlandesa de metal sinfónico Nightwish.

## Carrera
Aunque Vänskä perteneció a Nightwish desde 1998 (reemplazando a Samppa Hirvonen, no grabó el disco Angels Fall First junto con Nightwish, sino hasta Oceanborn, el segundo álbum de la banda. Después del lanzamiento de Over The Hills and Far Away  fue despedido por diferencias musicales con el líder de la banda, Tuomas Holopainen. Fue remplazado en 2002 por Marco Hietala, bajista, en ese tiempo, de Sinergy y vocalista, bajista y compositor de Tarot.
En el 2016, en el 20 aniversario de la banda fue invitado a tocar su bajo otra vez en "Stargazers".
También tocó en la banda Root Remedy, y antes de tocar en Nightwish, tocó en Nattvindens Gråt junto con Holopainen.

## Discografía

### Con Nightwish
- Oceanborn (1998)
- Wishmaster (2000)
- Over The Hills and Far Away  (2001)

### Colaboración conAdrián Barilari
- Barilari (2003)

- Wikimedia Commons alberga una galería multimedia sobre Sami Vänskä.

- Datos: Q842070
- Multimedia: Sami Vänskä / Q842070